# Autoglas
Als Autoglas bezeichnet man Glas, das für Windschutz-, Heck- und Seitenscheiben von Automobilen verwendet wird.

## Geschichte
Die ersten Automobile wurden noch offen gebaut. Der Fahrer und die Mitfahrer saßen ungeschützt in den Fahrzeugen. Später montierte man nur eine Windschutzscheibe an die Vorderfront der Autos, um dem Fahrer und die Mitfahrer vor dem Luftstrom und dem mit ihm fliegenden Niederschlag, Insekten und Schmutzpartikeln zu schützen. Man verwendete einfaches flaches Glas, das im Fall eines Bruchs ernsthafte Verletzungen verursachen konnte. Mit dem Übergang zu den geschlossenen Kabinen (zuerst nur für Fahrgäste) bauten die Hersteller dann auch die Seitenfenster ein.

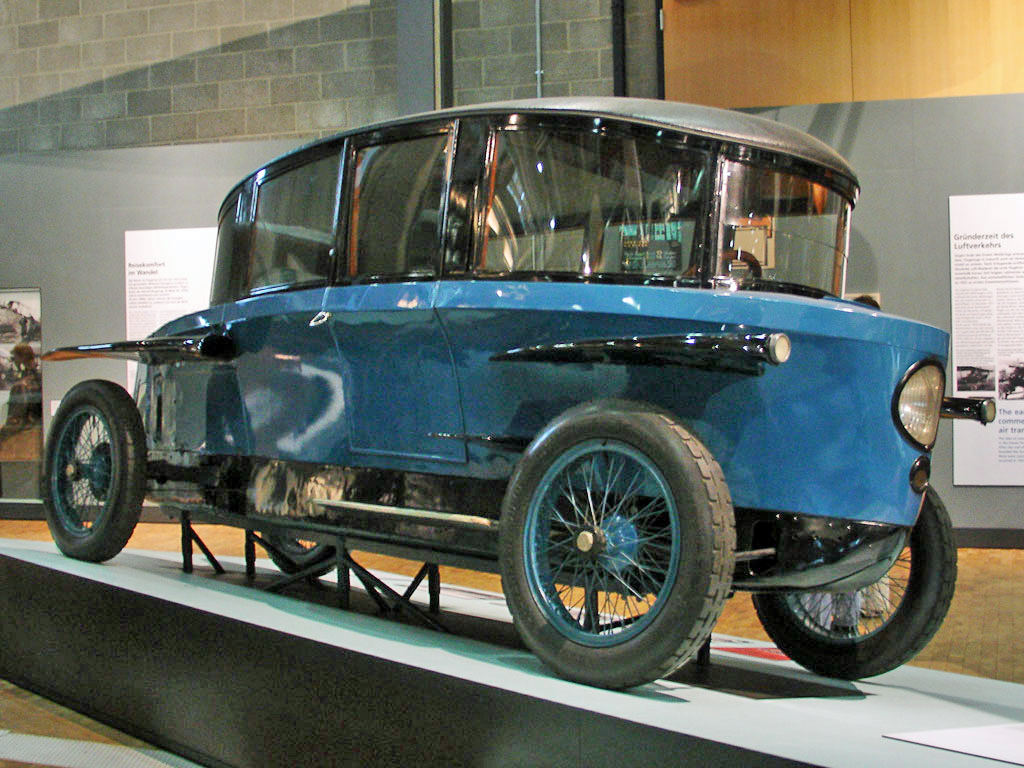
Rumpler Tropfenwagen im Deutschen Technikmuseum Berlin

Der Rumpler-Tropfenwagen (1921–1925) war das erste Automobil, das gewölbte Glasscheiben hatte.
Herstellung
Bis 1900 wurde klar durchsichtiges, feuerblankes Fensterglas ausschließlich im Mundblasverfahren hergestellt. 1905 gelang es dem Belgier Fourcault zum ersten Mal, eine Glastafel unmittelbar aus der Glasschmelze zu ziehen. 1917 entwickelte der Amerikaner Colburn mit Unterstützung der Libbey-Owens-Gesellschaft ein anderes Ziehverfahren. 1928 vereinigt die Firma Pittsburgh-Plate-Glass-Company die Vorteile des Fourcault-Verfahrens mit denen des Libbey-Owens-Verfahrens.
Es folgte die Entwicklung von kontinuierlichen Schleifprozessen großflächiger Glastafeln.
Ende der 50er Jahre war es die Idee des Engländers Pilkington, die die Glasherstellung zu ökonomischen Bedingungen möglich machte. Das flüssige Glasband wird über eine idealplane Oberfläche, nämlich ein Metallbad geleitet. Das Glas schwimmt als endloses Band auf einem Gasfilm zwischen Metallbad und Glasfläche; es wird in der Erstarrungsphase auf einem Rollenband durch einen langen Kühlkanal geleitet.
Der überwiegende Teil der Scheiben, die in Fahrzeuge eingebaut werden, ist gebogen. Als Biegeverfahren werden entweder das Schwerkraftbiegeverfahren oder das Pressbiegeverfahren (Press Bending) eingesetzt.
Leistung einer modernen Floatglasanlage: bis zu 3000 m2/h und bis zu 800 t am Tag.

## Bauformen
- Einteilige gerade Scheiben
- Gerade, in der Mitte geteilte Scheiben
- Gebogene Scheiben

## Einbauformen
Bis in die frühen 1990er Jahre wurden die Front- und Heckscheiben mit Gummis eingezogen.
Danach setzte sich aufgrund der Fahrzeugstabilität und der Einführung von Airbags die Verklebung des Glases durch. Heutzutage sind Windschutzscheiben tragende Karosserieteile, die einen wesentlichen Anteil an der Karosseriesteifigkeit besitzen.

## Sicherheitsglas

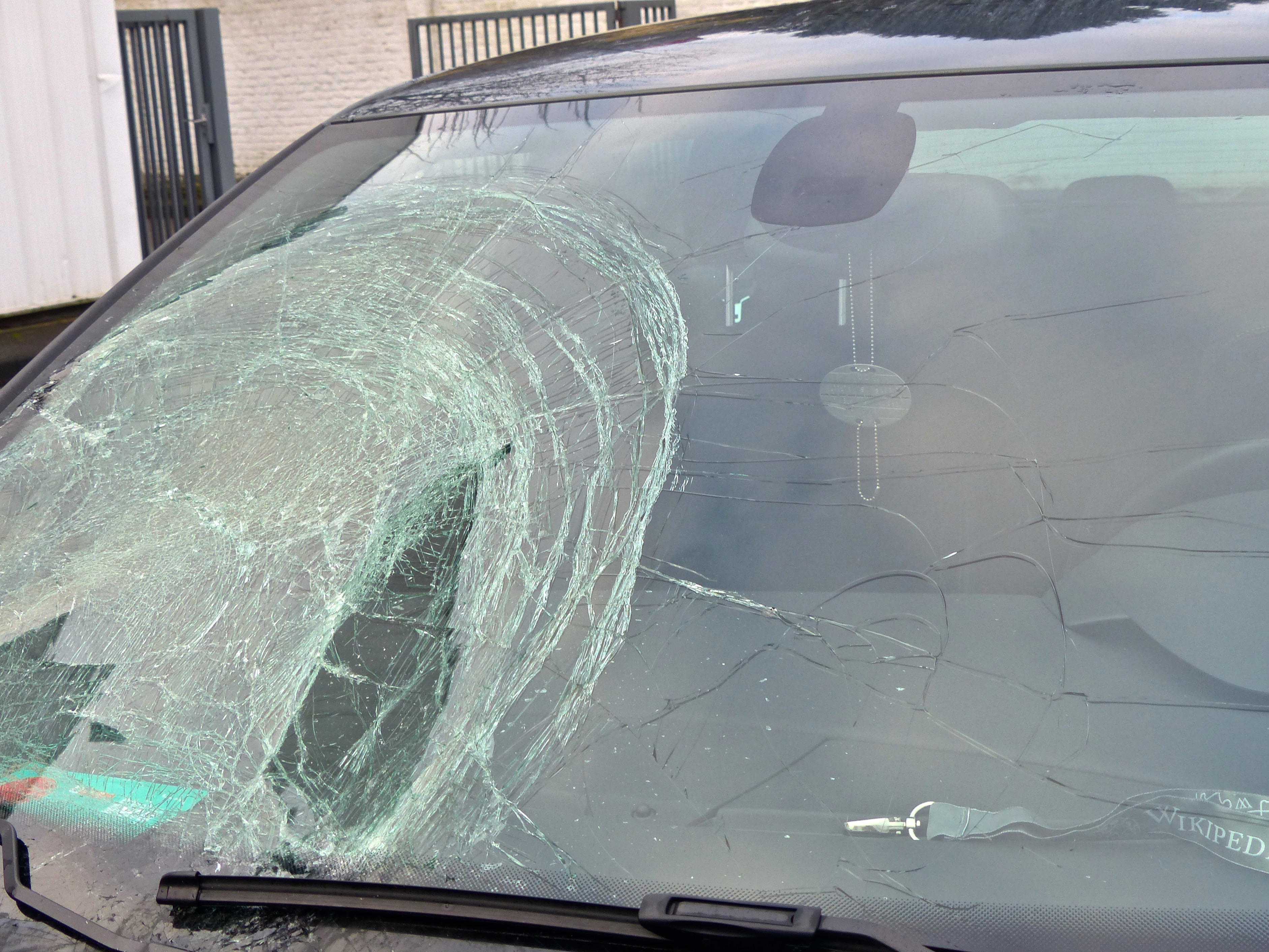
Zerstörte Windschutzscheibe aus Verbundsicherheitsglas nach Eisschlag vom LKW

### Einscheibensicherheitsglas (ESG)
Als erstes, richtiges Sicherheitsglas kamen bei der Herstellung des Einscheibensicherheitsglases gehärtete und dabei vorgespannte Scheiben auf den Markt. Diese zerfallen bei Bruch in zahlreiche kleine Stücke. Die Kanten der Glassplitter sind zwar weiterhin scharf, jedoch sind die Bruchstücke so klein, dass sie keine tiefen Verletzungen mehr verursachen können. Heute werden sie überwiegend für Seiten- und Heckscheiben benutzt.

### Verbundsicherheitsglas (VSG)
Später erschien dann das Verbundsicherheitsglas, dessen zwei Glasschichten durch eine Folie verbunden sind.
Das Verbundsicherheitsglas wird zum überwiegenden Teil für Windschutzscheiben verwendet. In die Folie des Verbundsicherheitsglases können weiterhin Funktionen wie z. B. Heiz- oder Antennensysteme integriert werden.

## Zubehör
- Farbe: weiß, blau, Bronze oder grün, mit blauen, grünen oder grauen Sonnenschutzstreifen.
- Mit Tönungsfolie versehen: verringert die UV-Strahlung im Innenraum des Autos, verringert die Menge der Wärmeeinstrahlung.
- Alternativ gibt es auch Wärmeschutzglas: hierbei wird auf die Innenseite der ersten Scheibe mit einer metallischen Substanz ein festhaftender Film aufgetragen. Durch diese Eigenschaft kann die Wärmestrahlung reflektiert werden.
- Beheizbar.
- Mit Antenne für das Autoradio bestückt.
- Mit Sensoren versehen: reagieren bei Regen, Licht und Luftfeuchtigkeit.
- Selbstreinigend bzw. wasserabweisend.
- Head-up-Display (HUD): Projiziert Fahrinformationen wie Geschwindigkeit, Navigationshinweise und Kontrollanzeigen auf die Frontscheibe.
- Mit Halterungen für Fahrassistenzsystemen bestückt (Lidar, Frontkamera); zur Erkennung von Verkehrszeichen, Gefahrensituationen (Notbremsung) und dem Halten der Fahrspur während der Fahrt (Lane Assist)

## Funktionen
Die Windschutzscheibe ist heutzutage nicht nur eine nützliche Ergänzung am Auto, sondern ist zu einem bedeutenden Designelement geworden.
Eine andere wichtige Rolle der verklebten Windschutzscheibe ist, dass die Windschutzscheibe zur Steifigkeit der Karosserie beiträgt. Der Airbag auf der Beifahrerseite stützt sich beim Öffnen auch von innen gegen die Windschutzscheibe ab, diese muss also auch die so entstehende Belastung tragen.

## Steinschläge
Steinschläge im Verbundglas lassen sich oft auch reparieren. In vielen modernen Autoglas-Werkstätten wird die Reparatur, die in der Regel etwa 30 Minuten dauert, mit einem hochtransparenten Kunstharz durchgeführt, welches die Schadstelle ausfüllt und anschließend mit UV-Licht ausgehärtet wird. Die Festigkeit der Scheibe wird dadurch nahezu wiederhergestellt und die Scheibe muss nicht kostenaufwändig ausgetauscht werden.
Technische Voraussetzungen dazu sind: Größe im Durchmesser inkl. Risse nicht mehr als 3 cm, Größe der beschädigten Oberfläche nicht mehr als 5 mm, es darf weder Schmutz noch Feuchtigkeit in die Schadstelle gelangt sein, und die Risse dürfen nicht am Scheibenrand enden. Weitere Voraussetzung lt. StVZO: Steinschläge im „Fernsichtfeld des Fahrers“ dürfen nicht repariert werden, da die Optik nicht zu 100 % wiederhergestellt werden kann. Das „Fernsichtfeld des Fahrers“ beschreibt der Gesetzgeber für Pkw und andere Fahrzeuge bis 3,5 t zGG folgendermaßen: Mittig über dem Lenkrad 29 cm breit, nach oben und unten soweit das Wischerblatt reicht.